# Emile Ratelband
Emile Albert Rudolf Ratelband (Arnhem, 11 maart 1949) is een Nederlands ondernemer die in de jaren tachtig neurolinguïstisch programmeren in Nederland bij het grote publiek introduceerde. Hij groeide hiermee uit tot bekende Nederlander.
Ratelband werd geboren als zoon van de Arnhemse bakker Frans Ratelband. Begin jaren tachtig werd hij door de politierechter veroordeeld wegens dumping van brood.

## Motivatiecoach
Ratelband noemt zichzelf 'entertrainer' (een samentrekking van entertainer en trainer). Met positieve energie laat hij mensen bijvoorbeeld over hete kolen lopen en poogt hij fobische patiënten te genezen. Ratelband maakt hierbij vaak gebruik van de kreet Tsjakka, volgens hem geïnspireerd door de strijdkreet uit een serie over het leven van Shaka Zoeloe. Youp van 't Hek gebruikte hetzelfde woord in zijn shows tussen 1986 en 1990, als verbastering van het hakkende tsjak, met de betekenis 'godverdomme, ga ervoor'. Ratelband zou het begrip van Van 't Hek hebben overgenomen om deze een hak te zetten.
Ratelband is trainer in het neurolinguïstisch programmeren (NLP). In zijn boek De Vuurloper meldt hij dat hij een half jaar in de leer is geweest bij Tony Robbins.

## Kamerverkiezingen 2003
Ratelband werd bij de Tweede Kamerverkiezingen van 2003 door Jan Jetten van Leefbaar Nederland naar voren geschoven als kandidaat-lijsttrekker van deze partij. Hierop stapte Fred Teeven op als lijsttrekker. Na een chaotisch verlopen stemming moest Ratelband het lijsttrekkerschap aan Haitske van de Linde laten. Ratelband richtte daarna zijn eigen partij (Lijst Ratelband) op om alsnog mee te kunnen doen aan de verkiezingen voor de Tweede Kamer. De partij haalde bijna tienduizend stemmen, ver onder het minimum voor een Kamerzetel.

## Overige publiciteit
In december 2005 nam Ratelband het in het christelijke jongerenblad X[ist] in Christ op voor Osama bin Laden, volgens Ratelband een "verlicht denker" wiens werk "gerechtvaardigd is".
In 2009 sprak Ratelband met het Belgische weekblad Dag Allemaal over homoseksualiteit; een interview waarover veel ophef ontstond. Hierover sprak hij vervolgens in, onder andere, het televisieprogramma Pauw & Witteman, waarin hij enkele van die uitspraken ontkende, maar zei homo's wel als abnormaal te zien ("zolang zij in de minderheid zijn") en homoseksualiteit als afwijking kenmerkte. Later nam hij, in een gesprek met het COC, zijn uitspraken terug en werd hij zelfs lid van de vereniging.

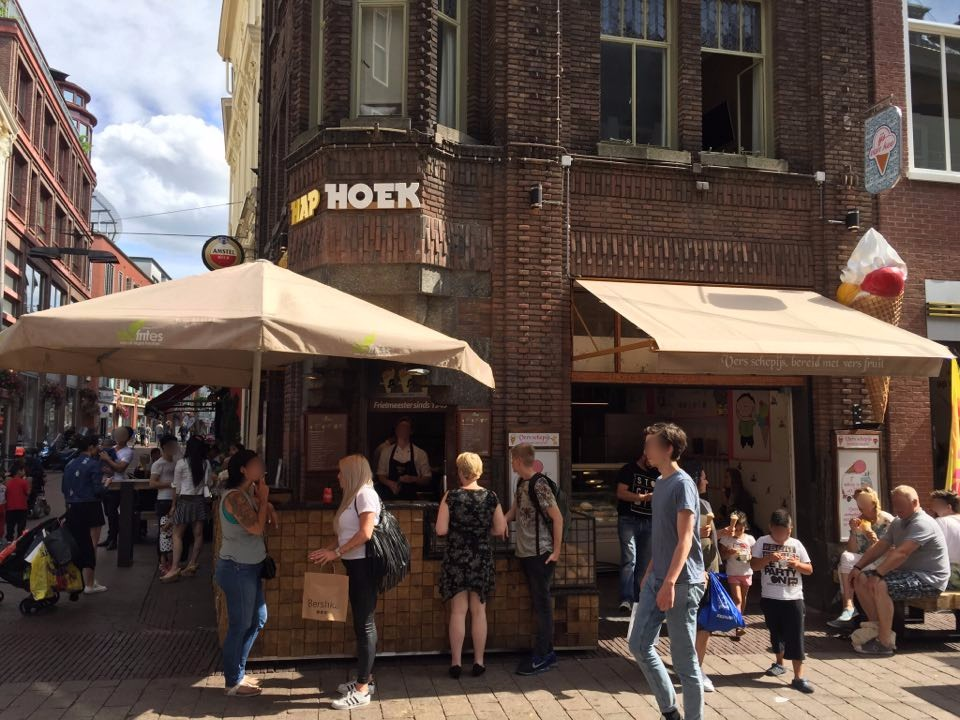
Ratelband's Haphoek aan de Roggestraat in het centrum van Arnhem.

In 2018 kwam Ratelband in het nieuws doordat hij via een gerechtelijke uitspraak het geboortejaar in zijn geboorteakte, 1949, aangemerkt wilde zien als een misslag en dat wilde wijzigen in 1969, zodat zijn bijbehorende leeftijd van 69 zou veranderen in 49, wat volgens hem zijn gevoelsleeftijd was. Volgens hem zou dit aansluiten bij de regelingen voor naams- en geslachtswijziging. De rechtbank constateerde dat er geen sprake was van een misslag, maar dat het verzochte zou neerkomen op het wijzigen van het echte geboortejaar in een fictief geboortejaar. De rechtbank overwoog dat leeftijd inderdaad net als naam en geslacht onderdeel uitmaakt van iemands identiteit, maar dat er ook rechten en plichten aan zijn verbonden, wat bij naam en geslacht niet op die manier speelt. Ook waren enkele argumenten van Ratelband onvoldoende onderbouwd. Op 3 december 2018 wees de rechtbank zijn verzoek dan ook af. De rechtbank merkte hierbij nog op dat het allerlei juridische problemen zou opleveren als vóór iemands geregistreerde geboortedatum officiële gebeurtenissen zouden hebben plaatsgevonden zoals het behalen van een diploma, het sluiten van een huwelijk, of het krijgen van een kind. Ratelband overwoog in hoger beroep te gaan. Deze situatie werd naast in Nederland ook in het buitenland in diverse kranten en radioprogramma's besproken. Tevens was Ratelband te zien in een aantal buitenlandse televisieprogramma's met zijn verhaal.
In 2022 veroorzaakte Ratelband ophef door op Twitter te stellen dat Hitler in 90% van de zaken gelijk zou hebben.

## Personalia
Ratelband groeide op in Arnhem, als zoon van een bakker. Hij opende in 1978 de snackbar Ratelband's Haphoek in de binnenstad aldaar. In 2015 nam zijn oudste zoon, Rolls Ratelband, de snackbar over.
Ratelband is twee keer getrouwd geweest en heeft negen kinderen uit vier relaties. Eind 2021 emigreerde hij naar Thailand.

## Trivia
- In 2011 sprak Ratelband de stem in van Vladimir in de film Cars 2.
- In 2012 deed hij mee aan het eerste seizoen van het SBS6-programma Sterren Springen op Zaterdag, waarbij hij leerde schoonspringen. Tijdens de opnames blesseerde hij zijn schouder, kneusde zijn rechterarm en verrekte zijn triceps.[19]
- In 2024 deed Ratelband mee aan het SBS6-programma De Alleskunner VIPS, waarin hij op de 30ste plaats eindigde.
- In 2025 deed Ratelband mee aan het SBS6-programma No Way Back VIPS.